# Stazione di Inaho
La stazione di Inaho (稲穂駅?, Inaho-eki) è una delle stazioni della zona occidentale della città di Sapporo situata sulla linea principale Hakodate nel quartiere di Teine-ku.

## Struttura
La stazione è dotata di due banchine laterali serventi due binari.
| 1 | ■ Linea principale Hakodate |  | Per Otaru                                              |
| 2 | ■ Linea principale Hakodate |  | Per Teine, Sapporo, Iwamizawa e Aeroporto Shin-Chitose |